# Котовка (приток Щеберехи)
Котовка (в верховье Тёплый Ключ) — река в России, протекает по Марёвскому району Новгородской области. Устье реки находится в 23 км по правому берегу реки Щебереха. Длина реки — 11 км. Высота устья — 85 м над уровнем моря.

## Притоки
По порядку от устья:
- приток из озера Кушеловское (пр)
- Рудинка (пр)
- Гнутенка (лв)

## Населённые пункты
На берегу реки стоят деревни Теплынька, Шавлово, Шерякино и Сивущено Молвотицкого сельского поселения (бывшего Горного сельского поселения).

## Данные водного реестра
По данным государственного водного реестра России относится к Балтийскому бассейновому округу, водохозяйственный участок реки — Ловать и Пола, речной подбассейн реки — Волхов. Относится к речному бассейну реки Нева (включая бассейны рек Онежского и Ладожского озера).
Код объекта в государственном водном реестре — 01040200312102000021977.